# Pietro Perna
Pietro Perna (auch Petrus Perna; * vor 1522 in Villa Basilica bei Lucca; † 16. August 1582 in Basel) war ein italienischer Glaubensflüchtling, Drucker und Verleger in Basel.

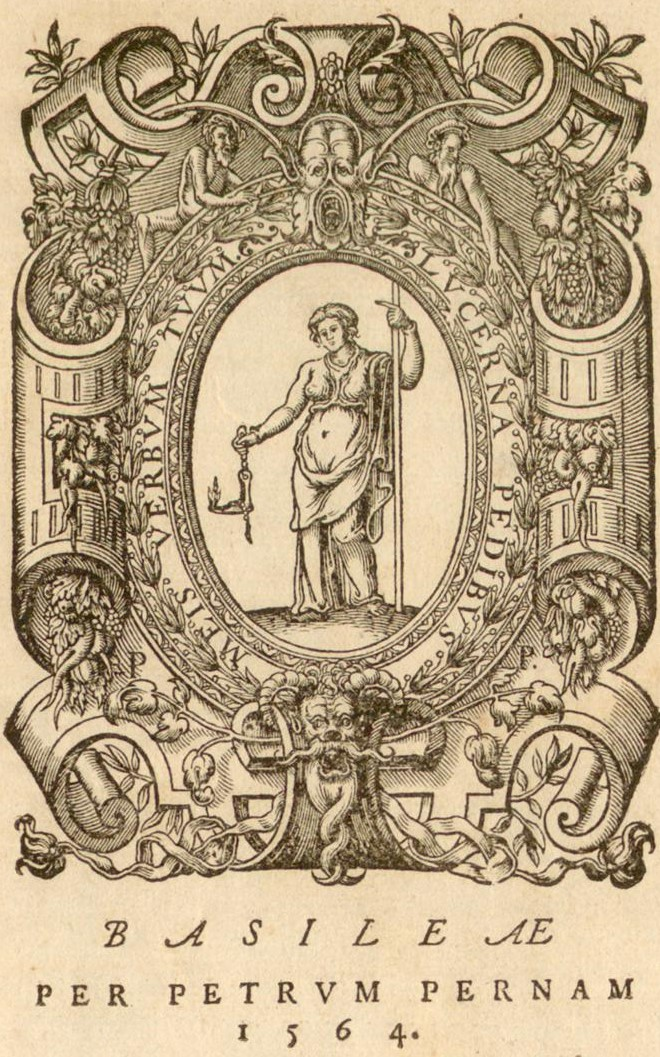
Druckerzeichen von Pietro Perna, 1564 (Universitätsbibliothek Basel)

## Leben und Wirken
Pietro Perna war Dominikanermönch in San Romano in Lucca und ein Schüler des Theologen Peter Martyr Vermigli. Er kam 1542 als Student und vielleicht auch schon als Glaubensflüchtling nach Basel, der früheste Beleg ist seine Immatrikulation vom 15. Februar 1543. Ob er das Studium aufgenommen hat, ist ungewiss, sicher hat er es nie abgeschlossen. Als Anhänger der Reformation konnte er nicht in Italien bleiben. So wurde er in Basel Mitarbeiter des Druckers Michael Isengrin. Als Buchhändler verkehrte er in evangelischen Kreisen in Venedig und verbreitete dort und anderswo in Italien auch evangelische, somit verbotene Schriften. 1544 übernahm er die Druckerei von Thomas Platter, und erste Bücher betreute er offenbar ab 1549, sie erschienen aber durchwegs ohne Impressum, damit sie in Italien weniger auffallen sollten.
1557 wurde Perna Bürger von Basel, er wurde als Buchführer in die Safranzunft aufgenommen und heiratete die Locarner Emigrantin Johanna Verzaska. 1558 wurde er Druckerherr, erste Drucke unter seinem Namen setzen in diesem Jahr ein. Zuweilen arbeitete er mit den Druckern Johannes Oporinus und Heinrich Petri zusammen.
Perna publizierte insgesamt über 400 Schriften, darunter viele von italienischen evangelischen Emigranten und Theologen wie Peter Martyr Vermigli, Pier Paolo Vergerio, Jacopo Aconcio, Bernardino Ochino, Lelio Sozzini, Sebastian Castellio und Celio Secondo Curione. Castellios Dialogi quatuor, die für religiöse Toleranz eintraten und von Fausto Sozzini 1578 herausgegeben wurden, brachten ihm Ärger: Die theologische Fakultät in Basel verurteilte das Buch, Perna wurde gefangengesetzt und musste eine Geldbuße zahlen.
Pietro Perna druckte auch zahlreiche andere italienische Autoren, so die erste lateinische Übersetzung überhaupt von Niccolò Machiavellis Principe, eine deutsche Übersetzung der Trionfi von Petrarca, Lodovico Guicciardini, Lodovico Castelvetro, und Paolo Giovio, Werke des letzteren zusammen mit Sebastian Henricpetri.
Bei Perna erschien erstmals der griechische Text der Enneaden von Plotin. Er veröffentlichte alchemistische Literatur und Werke von Paracelsus und verschiedenen seiner Schüler ebenso wie von dessen Kritiker Thomas Erastus. Zu seinen Autoren gehörten weiter die Ärzte und Gelehrten Guglielmo Gratorolo und Theodor Zwinger. Zudem sind zu nennen etwa Jean Bodin oder die Sammlung historischer Literatur Artis historicae Penus.
Nach dem Tod seiner ersten Frau 1580 heiratete Perna bald darauf Aurelia Muralt. Er hatte mehrere Kinder. Pietro Perna starb an der Pest. Sein Schwiegersohn Konrad Waldkirch (1549–1616) setzte den Verlag fort.